# Jan Pamuła (grafik)
Jan Tadeusz Pamuła (ur. 16 stycznia 1944 w Spytkowicach, zm. 24 czerwca 2022) – polski grafik, profesor sztuk plastycznych, w latach 2002–2008 rektor Akademii Sztuk Pięknych im. Jana Matejki w Krakowie.

## Życiorys
W latach 1961–1968 studiował malarstwo i grafikę na krakowskiej ASP. W 1967 kształcił się w Paryżu w École nationale supérieure des beaux-arts. W 1992 otrzymał tytuł profesora sztuk plastycznych. Zawodowo był związany z macierzystą uczelnią, gdzie w 1996 doszedł do stanowiska profesora zwyczajnego w Katedrze Sztuk Wizualnych. W latach 90. pracował także w New York Institute of Technology jako stypendysta Programu Fulbrighta, wykładał również na Politechnice Częstochowskiej. Od 1996 do 2002 pełnił funkcję prorektora ASP w Krakowie. W latach 2002–2008 przed dwie kadencje zajmował stanowisko rektora tej uczelni.
Jan Pamuła specjalizował się w grafice (w tym komputerowej). W swoim dorobku miał ponad 50 wystaw indywidualnych krajowych i zagranicznych, a także udział w licznych wystawach zbiorowych. Jego prace znalazły się w zbiorach takich placówek jak Muzeum Narodowe w Warszawie, Muzeum Narodowe w Krakowie, Muzeum Architektury we Wrocławiu, Muzeum Wiktorii i Alberta w Londynie, Albertina w Wiedniu i innych.
Był członkiem Związku Polskich Artystów Plastyków i wielokrotnym kuratorem wystaw artystycznych. W 2018 został członkiem czynnym Polskiej Akademii Umiejętności.
Został pochowany na cmentarzu Rakowickim w Krakowie.

## Odznaczenia i wyróżnienia
W 1999 otrzymał Złoty Krzyż Zasługi. W 2003, za wybitne zasługi w pracy zawodowej w szkolnictwie artystycznym, odznaczony Krzyżem Kawalerskim Orderu Odrodzenia Polski. W 2005 został odznaczony Srebrnym Medalem „Zasłużony Kulturze Gloria Artis”.
W 2003 wyróżniony Nagrodą im. Witolda Wojtkiewicza.